# Scleria sellowiana
Scleria sellowiana är en halvgräsart som beskrevs av Carl Sigismund Kunth. Scleria sellowiana ingår i släktet Scleria och familjen halvgräs. Inga underarter finns listade i Catalogue of Life.